# Perczel Dénes (építész)
Bonyhádi Perczel Dénes (Debrecen, 1929. február 18. – Budapest, 2013. november 17.) budapesti építész, festő és grafikus, a Középülettervező Vállalat (KÖZTI) alkalmazottja, több magyarországi templom és templombelső tervezője.

## Élete
A tekintélyes múltú római katolikus nemesi származású bonyhádi Perczel család sarja. Apja bonyhádi Perczel Miklós (1882–1969) filmoperatőr és fényképész, aki feleségével, Barna Margittal (1904–1965) együtt saját műtermet működtetett Debrecenben. Apai nagyszülei bonyhádi Perczel Dénes (1853–1933), tábornok, a Ferenc József-rend lovagja, és remmingsheimi Hipp Flóra (1864–1953) úrnő voltak. Az anyai nagyszülei Barna Kornél Károly (1878–1943), MÁV asztalos, és Kenyeres Eszter voltak. Apai dédszülei bonyhádi dr. Perczel Béla (1819-1888), Magyarország igazságügy-minisztere, a Magyar Királyi Kúria elnöke, szabadelvű párti politikus, valóságos belső titkos tanácsos, valamint boronkai és nezettei Boronkay Elvira (1827–1894) voltak. Perczel Bélának az egyik fivére bonyhádi lovag Perczel Mór (1811–1899) 1848-49-es honvédtábornok volt. Az apai nagynénje bonyhádi Perczel Etelka (1885–1950), akinek a férje dr. bonyhádi Perczel Béla (1884–1945), Tolna vármegye főispánja, bonyhádi kerület országgyűlési képviselője, jogász; nagybátyjai Perczel Dénes (1888–1975), huszárezredes, valamint Perczel Aladár (1890–1976), huszáralezredes.
Perczel Dénes 1939-től a debreceni piarista gimnázium diákja volt nyolc éven át. 1947-ben kitüntetéssel érettségizett. Osztályfőnökei Gulyás István (I-III.), Sulhan György (IV.), Vass Péter (V.)  és Török Jenő (VI-VIII. osztály) voltak. Érettségi után a Műegyetemen szerzett építész diplomát, és 1952-ben a Debreceni Tervező Irodában kapott munkát. Ezután felvételt nyert a Magyar Építőművész Szövetség budapesti mesteriskolájába, majd azt elvégezve, 1959-től a Középülettervező Vállalatnál (KÖZTI) dolgozott. Számos nagyobb beruházás tervezésében vett rész Magyarországon és az NDK-ban. 1969 és 1973 között négy évet töltött Algériában, ahol egyetemi, kórházi és minisztériumi épületek tervezésén dolgozott.
Hazatérését követően számos kisebb egyházi építkezés tervezője volt a piaristák, a bencések és a szegény iskolanővérek intézményeiben és plébániákon. Közel tizenöt évig, 1978-tól 1992 októberéig műterme is a budapesti (Mikszáth Kálmán téri) piarista rendházban volt. Számos helyen vállalta templomi belső terek átalakítását a zsinat új liturgikus előírásainak megfelelően. Sok esetben nem csak a tervezést, hanem a kivitelezést is maga végezte. Dombornűveket, intarziákat, fémre, kőre maratott grafikákat készített. Szívesen rajzolt, idősebb korában pedig tájkép-akvarelleket festett, például Bükkzsércen és környékén, ahol többször nyaralt.
Bár építészeti stílusa igazodott korának modern, konstruktivista eszményeihez, határozott kritikus véleménye volt a kortárs építészetről és művészetről. Azt vallotta, hogy amit készít, annak gyakorlatiasnak kell lennie, és olyannak, hogy azoknak is tetsszen, akik használják.
Temetése 2013. december 5-én volt a Budapest-tabáni Szent Katalin plébániatemplomban

## Házassága és leszármazottjai
Felesége olsvai Farkas Irén (1934–2014) laborasszisztens, akinek a szülei dr. olsvai Farkas Aladár (1897–1989) nyíregyházi járásbíró és Pavletits Magdolna (1902–1995) voltak. Az apai nagyszülei olsvai Farkas Andor (1867–†?), állomásfőnök és Gitta Irén (1874–1957) voltak. Az anyai nagyszülei dr. Pavletits Béla (1864–1939) királyi kúriai bíró és őrmezői Danilovics Mária (1882–1904) voltak. Pavletits Béláné őrmezői Danilovics Máriának a szülei őrmezői Danilovics Elek (1844–1925), kúriai bíró, és russori Jakab Ilona (1872–1921) voltak; Danilovics Elek nyugalmazott kúriai bíró 1912. április 26-án magyar nemességet, az "őrmezői" nemesi előnevet szerezte meg adományban I. Ferenc József magyar királytól. Farkas Andor állomásfőnöknek az apai nagybátyja olsvai Farkas János (1824–1899) törvényszéki hivatalnok, ügyvéd volt. Perczel Dénes és olsvai Farkas Irén frigyéből több gyermek született, köztük: 
- Perczel András Széchenyi-díjas magyar szerkezeti kémikus és biokémikus, tanszékvezető egyetemi tanár, a Magyar Tudományos Akadémia, az Academia Europaea és a Szent István Tudományos Akadémia rendes tagja, az Oxfordi Egyetem vendégkutatója.

## Alkotásai

### Középületek, lakóházak
- Budapest, OTP lakóház (Bambi presszó háza, II., Frankel Leó út 2-4.), id. Janáky István és Mináry Olga építészekkel, 1957-1959. – A magyarországi modernista építészet 1956 utáni reneszánszának egyik első alkotása.
- Kazincbarcika, BVK Bölcsöde-Óvoda, 1958.[10]
- Eger, Eger szálló, Kisdi Pál társtervezővel, 1960.
- Soproni kaszinó (Liszt Ferenc Konferencia- és Kulturális Központ) felújítása, 1963. – A neoreneszánsz épület keleti homlokzata elé íves alaprajzú, alumíniumlemezzel burkolt bejárati csarnok került. „A kaszinót a főfalak és fedélszék kivételével teljesen elbontották […] alacsonyabb belmagasságú új belsőket hoztak létre. A neoreneszánsz homlokzatokat is alaposan átdolgozták. Különösen sok vitára adott okot az épület keleti irányban történt megnagyobbítása. A jelentős tömegű bővítmény homlokzatát a tervező „transzparens” kialakításának szánta, ennek az elképzelésnek azonban a nagy tömör felületek alumínium hullámlemez burkolata merőben ellentmondott" (Winkler Gábor).[11] A homlokzat hullámlemez alumínium burkolatát a 2002. évi felújítás során elbontották, helyére Fábiánkovits Ferenc tervezett új, neoreneszánsz jellegű homlokzatot.
- Sopron, Fenyves-szálló (később Lövér-szálló), Kisdi Pál társtervezővel, 1965.[12] – „Sivár főhomlokzatát a soproniak gyakran bírálták. Az épület kompozíciójának mégis érdeme, hogy kulturált létesítményként áll a Károly-magaslat oldalára felkúszó erdő előtt. Szép parkosított előtérrel, a táji környezethez illő nagysággal és jó tagoltsággal.”[13]
- Budapesti Műszaki Egyetem 1000 fős kollégiuma („Ezres”, Münnich Ferenc, utóbb Kármán Tódor Kollégium, XI., Irinyi u. 9-11.), Kisdi Pál társtervezővel, 1965.[14]
- Budapest, Hilton Szálló zártkörű tervpályázatára benyújtott terv, munkatársakkal, 1969. – „A műemléki együttestől északra levő területre helyezik az összes közösségi helyiségeket, míg a déli tömegbe települ az összes szállodaszoba. Az épülettömegek beépítése és megformálása nem szerencsés, a budai várnegyedben való megvalósításuk semmi esetre sem kívánatos.”[15]
- Budapest, tabáni Rác gyógyfürdő tervpályázata (díjazott terv), Domonkos Jenő, Solymossy Antal, Frölich Tibor társtervezőkkel, 1969.[16]
- Budapest, Automatizálási Kutatóintézet (AKI) székháza (Kende utca).
- Erfurt, számítástechnikai központ
- Neubrandenburg, Intercontinental szálloda
- Blida, (Algéria), Városi Rendelőintézet és Szociális Központ (Centre Médico-Social), 1975–1977.[17]
- Budapest, piarista gimnázium tornaterme (Mikszáth Kálmán tér 1.), a tetőszerkezetet Hegyi Dénes, a fűtést és szellőzést Csapody Béla tervezte, 1980-1982. – Az iskola addigi udvarát acélvázas tetővel fedték le. Miután a gimnázium 2011-ben a Piarista utcába költözött, és az épületet a Pázmány Péter Katolikus Egyetem bölcsészkara használja, a tornaterem eredeti célú használata megszűnt.
- Debrecen, Svetits leánygimnázium új épületszárnya (diákotthonnal), 1983–1985.
- Gyál, plébániaház, 1985-1986.
- Dabas-Sári, plébániaház, 1986.[18]
- Vác, Szent József kollégium felújítása, 1993.[19]

### Templomok
- Pusztaberki, harangtorony a római katolikus plébániatemplom mellett, 1976. – A vasbetonból készült, a templommal egybeépített tornyot 1997-ben lebontották, és helyére fából készült, a templomtól különálló harangláb épült.
- Gyál, Szent István római katolikus plébániatemplom, Cser Károly statikus mérnök közreműködésével, 1981-1983. – A falu korábbi templomát 1948-ban egy kocsmából és a hozzá tartozó bálteremből alakították ki. 1981-ben a báltermet nyolcszögben körbeépítették, tetőt, tornyot emeltek. Amíg el nem készültek, a régi épületben folyt a liturgia, majd 1983-ban, amikor már állt az új templom, lebontották a régit, és téglánként kihordták az új épület ajtaján. „Most sem lehetne szebbet, jobbat tervezni, építeni. Tornya mint győzelmet hirdető két ujj emelkedik a magasba, mennyezete mint egy hatalmas madár védőszárnya, vonalai erőt és égre törő lendületet fejeznek ki.[20] – A templombelsőben a feltámadt Krisztus alakjának égre nyíló karjai vezetik a tekintetet az épület egyetlen tetőtéri ablaka és az ég felé, ezért illeti a „fény temploma" elnevezés. A „Szent István Országtabló” 38 nagyméretű réztáblából álló, sokalakos munka, szintén Perczel Dénes alkotása.
- Budapest-Óbuda-Hegyvidék, Szentháromság plébániatemplom (Vörösvári út), 1983–1984. – Ő tervezte a szentély falán látható gipszmozaikot is.
- Domaszék, Szent Kereszt plébániatemplom, 1985-1988.
- Budapest, Józsefváros, Krisztus király plébánia, piarista iskolatemplom és növendékház (zártkörű és meghívásos tervpályázat, meg nem valósult terv), 1989.[21]

### Belsőépítészeti munkák
- Budapest, Francia Műszaki és Tudományos Tájékoztatási Központ (Duna utca)[22]
- Győr, bencés gimnázium diákotthona, bútorok, 1978.[23]
- Pannonhalma, bencés gimnázium diákotthona, bútorok, 1979.[24]
- Kecskemét, piarista gimnázium diákotthona, bútorok, 1983.

### Templombelsők, szakrális terek
- Budapest, Farkasréti temető, Sík Sándor síremléke (28/2. parcella), 1964. – Kivitelezői Vénusz Gyula kőfaragó mester és Kis Sándorné Lesenyei Márta szobrászművész (a korpusz alkotója) voltak. 1980-ban fölszámolták, és Sík Sándor hamvait a Kerepesi úti temető piarista sírboltjába szállították.
- Csatka, plébániatemplom, szembemiséző oltár, 1966–1968.
- Egri főszékesegyház szembemiséző oltára, 1968.[25]
- Budapest, Kalazantinum piarista növendékház új kápolnája (Mikszáth Kálmán tér), 1974. – Miután a növendékház 2003-ban átköltözött a Váci utcai (Piarista köz) piarista székházba, a kápolna használaton kívül került, majd a piaristák végleges elköltözése során 2011-ben fölszámolták.
- Székkutas, római katolikus plébániatemplom (neogótikus) belső átalakítása, 1974. – A szembemiséző oltár vörös márvány felületén Szent Mihálynak a sárkánnyal folytatott harca került.
- Budapest, Mikszáth Kálmán tér, piarista kápolna átalakítása (főoltár mögötti fal aranyozása, festett álmennyezet), 1975.
- Pécel, plébániatemplom, liturgikus tér, 1975.
- Máriahalom, plébániatemplom, szembemiséző oltár, 1975.[26]
- Debrecen, Svetits leánygimnázium kápolnája, 1976. – A régi kápolna helyén, a hosszanti fal elé épült új, szembemiséző oltárhely, amelyet félkörívben vesznek körül a padok. Az oltárt, az ambót és a tabernákulumot díszítő részmetszeteket, valamint a feszület életnagyságú korpuszát is Perczel Dénes készítette. Utóbbit élete egyik fő művének tartotta.[27]
- Budapest, Rózsafüzér királynője (domonkos) plébánia (Thököly út) liturgikus tere, 1977.
- Abony, Szent István római katolikus plébániatemplom (barokk), liturgikus tér, 1978.
- Hatvan, Kálvária-temető, közös papi sírbolt (emlékmű), 1979. – Pálos Frigyes prépost-plébános megrendelésére készült.
- Gyömrő, Jézus Szíve plébániatemplom (Petőfi-telep), liturgikus tér, 1980.
- Dabas-Sári, plébániatemplom, liturgikus tér, 1981-1982.
- Kiskunmajsa, római katolikus plébániatemplom (barokk) rekonstrukciója és a liturgikus tere, 1987-1989. – Ő tervezte az orgona mögött látható üvegablakot is (1994).
- Pilisvörösvár, Szent Család templom (modern) liturgikus tere (oltárkép, oltár, olvasóállvány), 1992.
- Kaposvár, püspöki székház és kápolnája (római katolikus plébánia átalakítása), Egyed Tibor és Mohay Gábor építészekkel, 1995.[28]
- Esztergomi bazilika, Szent István kápolna, liturgikus tér.

## Díjai, elismerései
1978. november 27-én a piarista rend konfáterévé fogadta.

## Írásai
- Salgótarjáni kultúrház, in Magyar Építőművészet 1962:6, 6-7. – Építész Szrogh György.
- A Budapesti Műszaki Egyetem III. tanulmányi épülete, in Műszaki Tervezés 1964:11, 24-25.
- A soproni Fenyves Szálló , in Magyar Építőipar 15(1966):1, 28-29. – Kisdi Pállal.
- A Budapesti Műszaki Egyetem 1000 fős kollégiuma, in Magyar Építőipar 1967) 1, 12-14. – Kisdi Pállal.